# گرانت هالت
گرانت هالت (انگلیسی: Grant Holt؛ زادهٔ ۱۲ آوریل ۱۹۸۱) یک بازیکن فوتبال اهل بریتانیا است.